# مصعد مقعدي

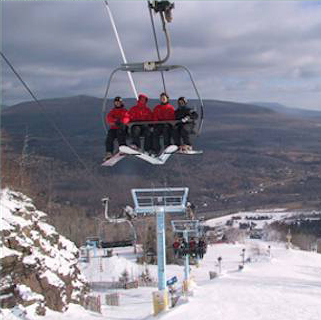
مصعد الكراسي في هانتر في ولاية نيويورك

المِصْعَد المَقْعَدِي أو المصعد الجبلي (بالإنجليزية: Chairlift)‏ هو نوع من أنواع المصاعد الهوائية المُخصّص لنقل المتزلّجين إلى مواقع التزلّج العالية، وهذا المصعد مجهّز بكراس يجلس عليها المتزلجون، ويعمل بواسطة أسلاك حديدية كهربائية مربوطة بواسطة أبراج، وهو منتشر في منتجعات التزلج والمدن الترفيهية وفي الجبال الثلجية.